# Esame obiettivo ginecologico
Per esame obiettivo ginecologico o, più semplicemente, esame o visita ginecologica, si intende una specifica procedura semeiologica eseguita dal medico ginecologo o, in alcuni casi, dal medico urologo atta alla valutazione fisiologica o patologica dell'apparato genitale femminile; tale esame può completarsi con l'esecuzione di un'ecografia transvaginale.
L'esame obiettivo ginecologico si divide in due diversi momenti: la palpazione e l'ispezione.

## Palpazione
La palpazione consente la valutazione di eventuali masse a carico dei genitali esterni (vulva, piccole e grandi labbra) e dei genitali interni (vagina, cervice uterina). La valutazione palpatoria della cervice viene sovente attuata attraverso la "palpazione bimanuale" dopo aver invitato la donna ad urinare. La tecnica consiste nell'esercitare una pressione a livello dell'ipogastrio con una mano al fine di mobilizzare ed abbassare l'utero e, simultaneamente, con l'altra mano, di esplorare con due dita la vagina fino ad entrare in contatto con la cervice uterina. Questa procedura consente di valutare superficie e consistenza cervicale e dolorabilità e mobilità dell'utero, quest'ultima compromessa da alcuni processi patologici come la PID. Questa manovra consente inoltre di stabilire l'eventuale retroversione uterina (utero non palpabile). In questi casi, l'utero può essere valutato attraverso l'esplorazione rettale che consente, inoltre, l'individuazione dello spazio sovravaginale nelle isterectomizzate.

## Ispezione
L'ispezione dell'apparato genitale femminile si divide in esterna e interna (quest'ultima si attua con l'ausilio di uno speculum).

### Ispezione dei genitali esterni
Attraverso l'ispezione dei genitali esterni vengono valutate:
- La regione vulvo-perineale
- Le caratteristiche e la distribuzione dell'apparato pilifero
- Il trofismo e l'integrità della cute vulvare (grandi labbra)
- Il trofismo e l'integrità del vestibolo vulvare
- Forma, dimensioni, colore ed integrità delle piccole labbra
- Forma, dimensioni ed integrità del prepuzio clitorideo e del clitoride
- Presenza di alterazioni in senso flogistico (eritema, secrezioni), discariocinetiche, distrofiche (atrofia, assottigliamento, scomparsa pliche) o traumatiche (lacerazioni, abrasioni).

In questa fase si divaricano le grandi e piccole labbra con il pollice e il medio della mano dominante al fine di ispezionare il vestibolo vaginale, i residui imeneali o lo stesso imene e l'orifizio uretrale; tale procedura consente di valutare la beanza vaginale per scegliere lo speculum più adatto all'ispezione interna.
Nel sospetto di un prolasso uterino la donna viene invitata a tossire o "ponzare" per valutare l'eventuale procidenza delle pareti vaginali; analogamente e con l'ausilio della palpazione è possibile fare diagnosi differenziale tra cistocele e rettocele.

Genitali esterni femminili
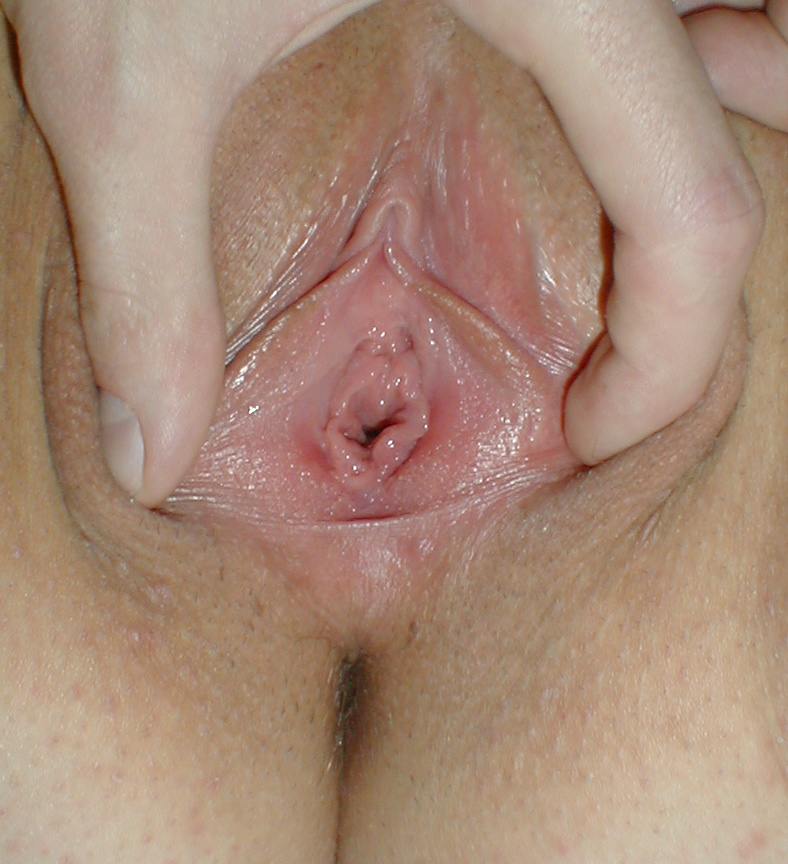
Vulva, grandi labbra divaricate Anatomia normale: inferiormente sono ben visibili ano e perineo. L'orifizio uretrale esterno è visibile al di sotto del clitoride. Il vestibolo appare di colorito normale, ben visibili le caruncole imeneali. Non sono presenti processi patologici in atto.
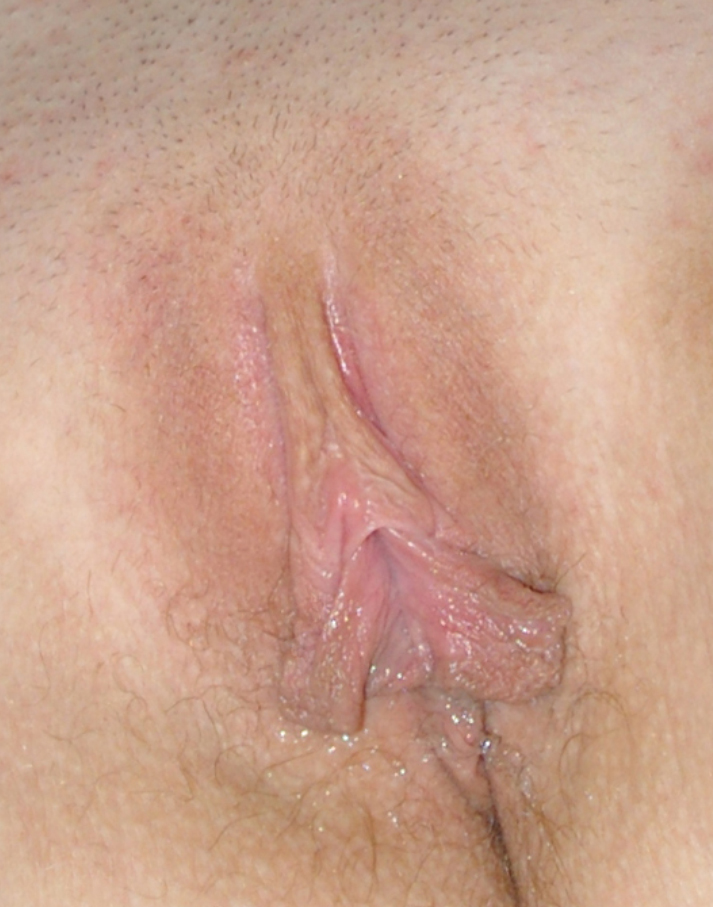
Vulva Ipertrofia delle piccole labbra: grado lieve.
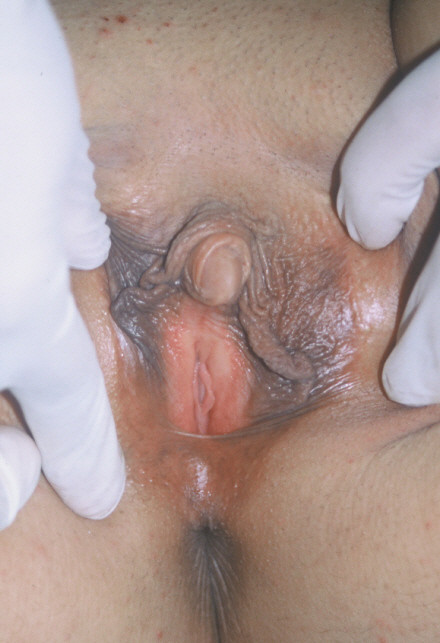
Vulva, grandi labbra divaricate Clitoridomegalia: clitoride di dimensioni superiori alla norma.
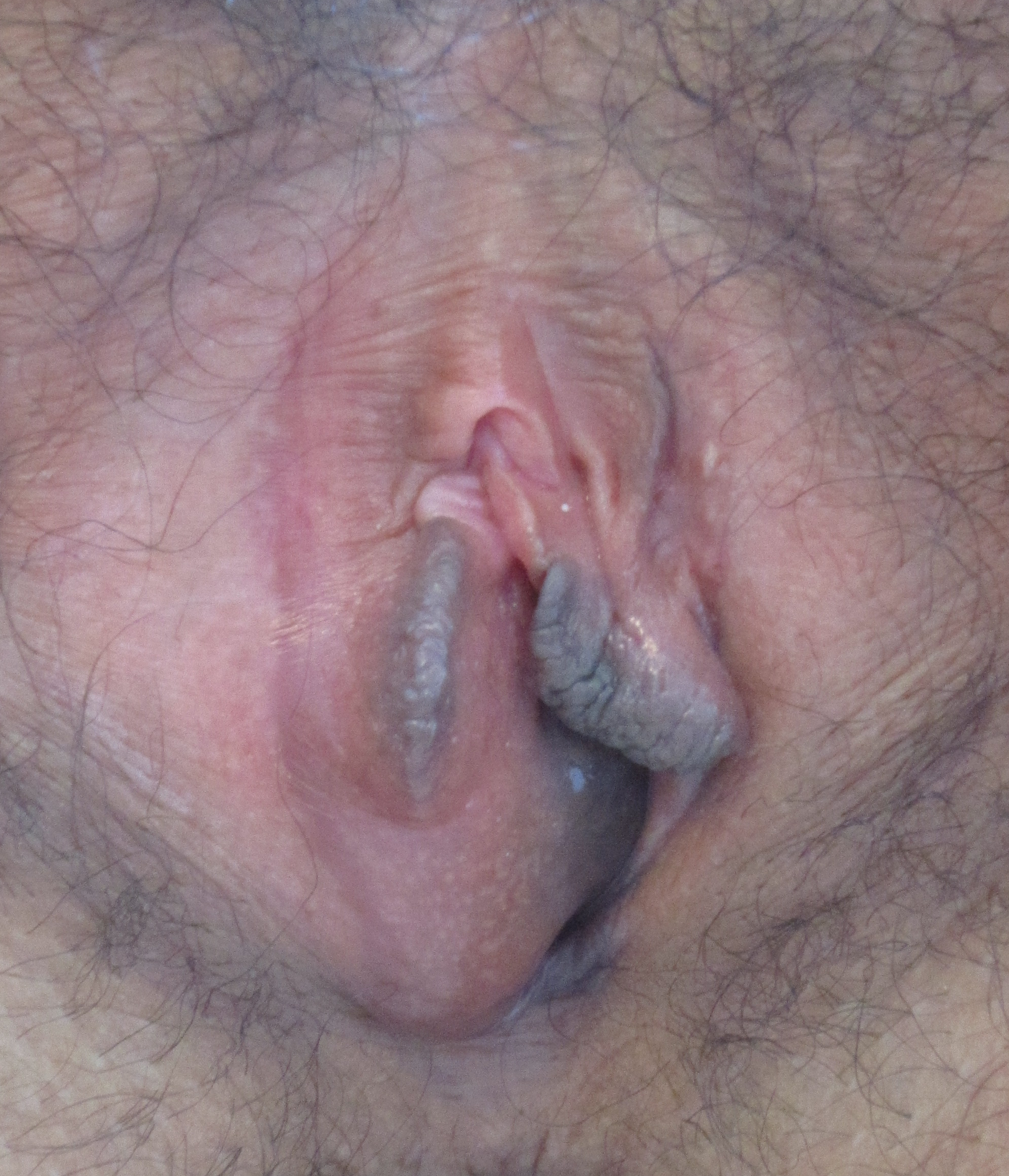
Vulva, grandi labbra divaricate Cisti di una ghiandola di Bartolini: presenza di tumefazione del grande labbro destro.
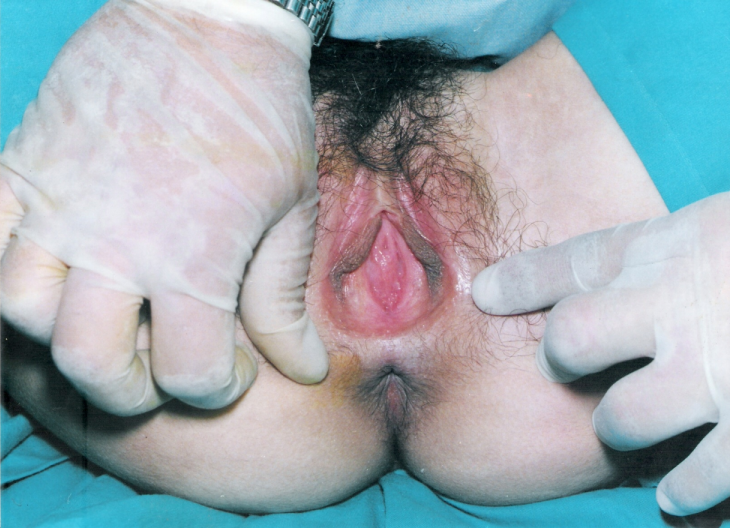
Vulva, grandi labbra divaricate Agenesia vaginale: si noti l'assenza dell'orifizio vaginale.

### Ispezione dei genitali interni
Una volta completata la palpazione e l'ispezione dei genitali esterni, si procede all'inserimento dello speculum, un accessorio di metallo o plastica disponibile in diverse misure. Accuratamente lubrificato e riscaldato, viene inserito in vagina a lame chiuse e con il diametro trasverso parallelo alla rima vulvare; viene poi delicatamente spinto ruotandolo verso l'asse orizzontale per essere posizionato a ridosso del fornice posteriore. Le valve dello speculum vengono quindi aperte stando ben attenti a non provocare dolore; in caso contrario si deve procedere al riposizionamento di uno speculum più piccolo. Difficoltà di apertura dello speculum o inadeguata visione della cervice uterina possono essere causate da retto-cistocele o da una portio molto anteriore.
Una volta aperte le valve deve essere valutata la presenza di secrezioni, la forma, la dimensione, il colore, l'integrità e la superficie della cervice uterina. La vagina può essere valutata agevolmente attraverso l'uso di uno speculum trasparente o durante la cauta estrazione dello speculum metallico; gli elementi valutati sono elasticità, presenza di rugae, secrezioni, integrità, colorito e trofismo. Durante l'ispezione con speculum è inoltre possibile eseguire pap test, tamponi vaginali e cervicali.

Genitali interni femminili e strumentazione
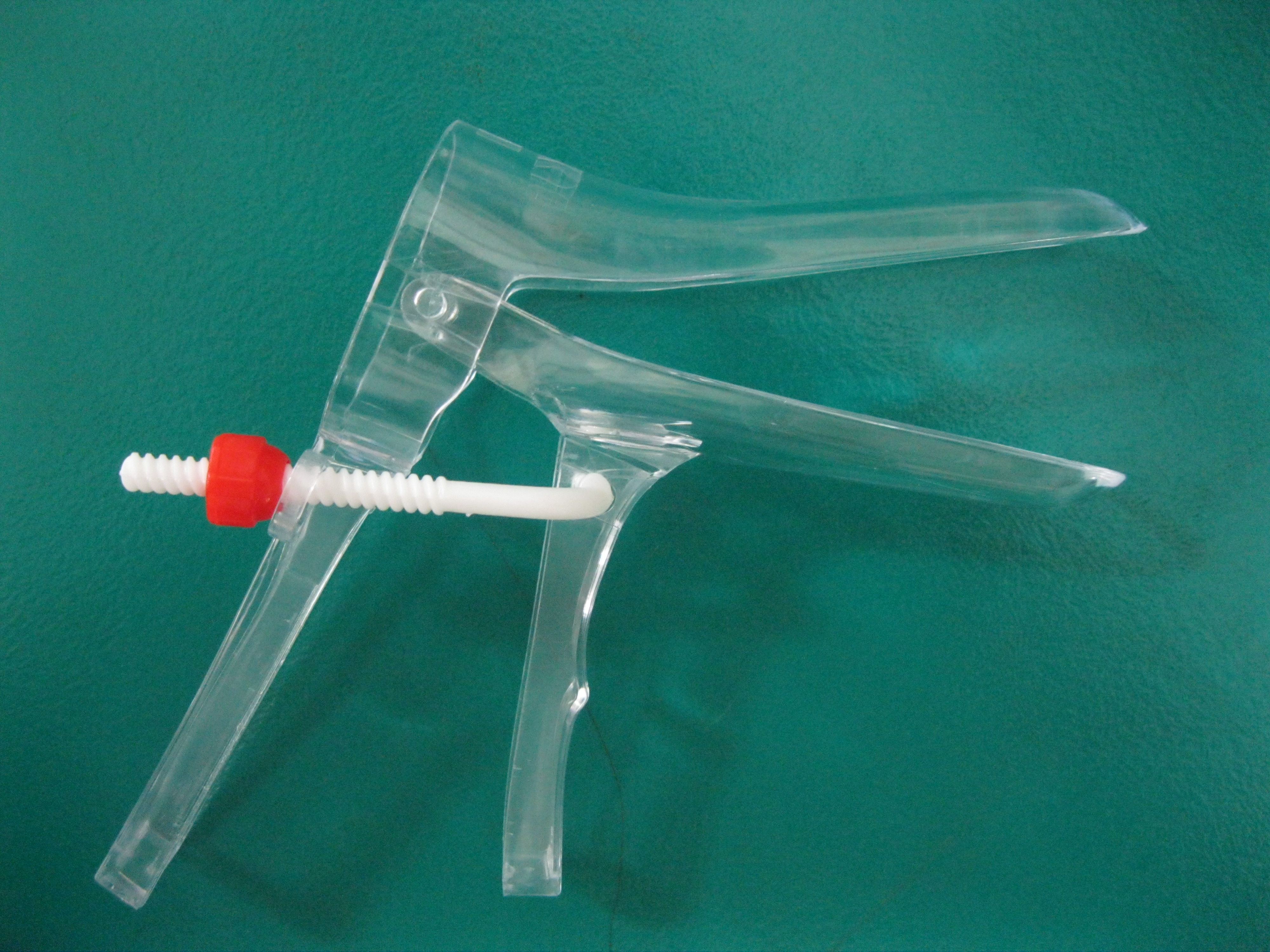
Speculum vaginale Plastica trasparente.
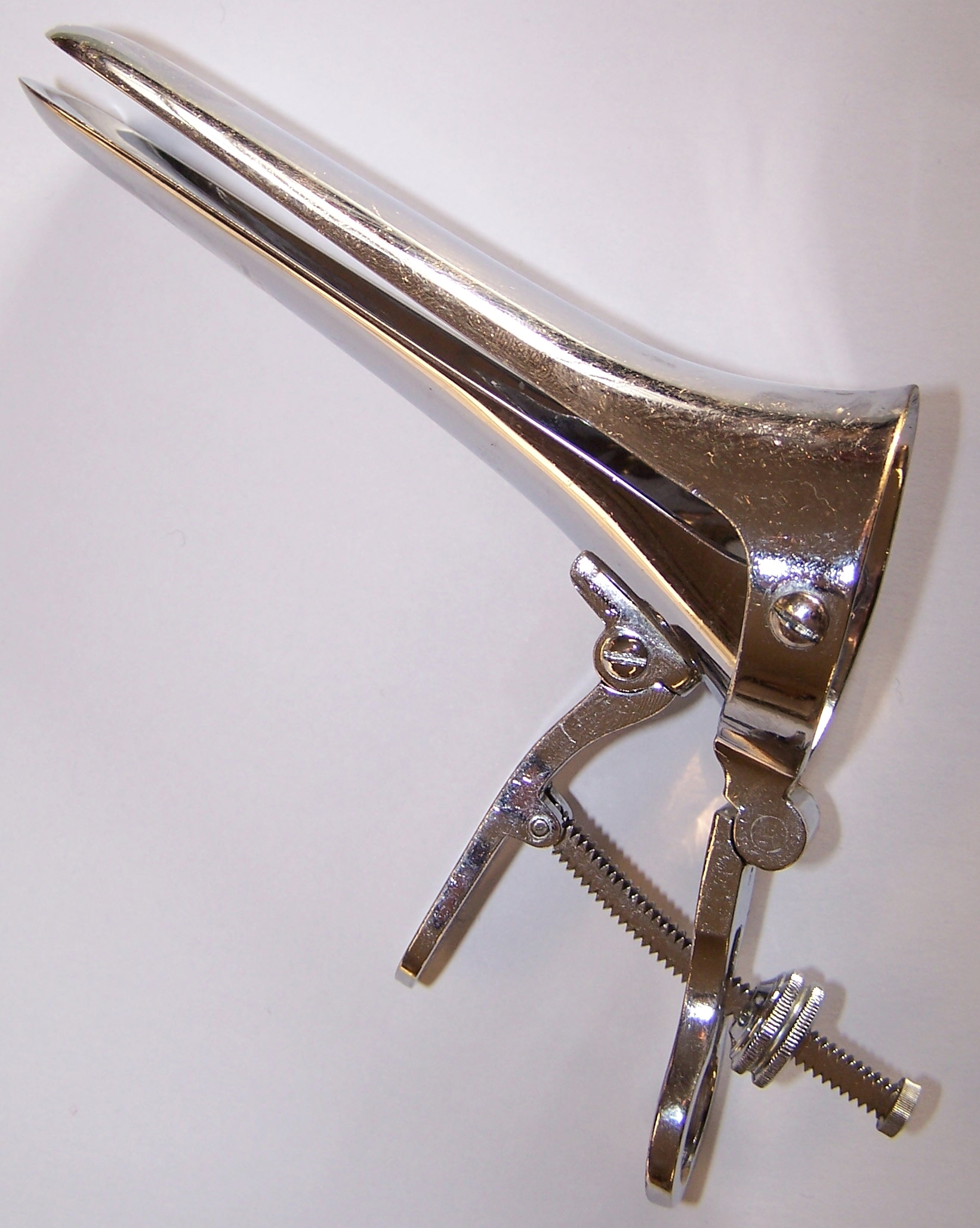
Speculum vaginale Metallo.
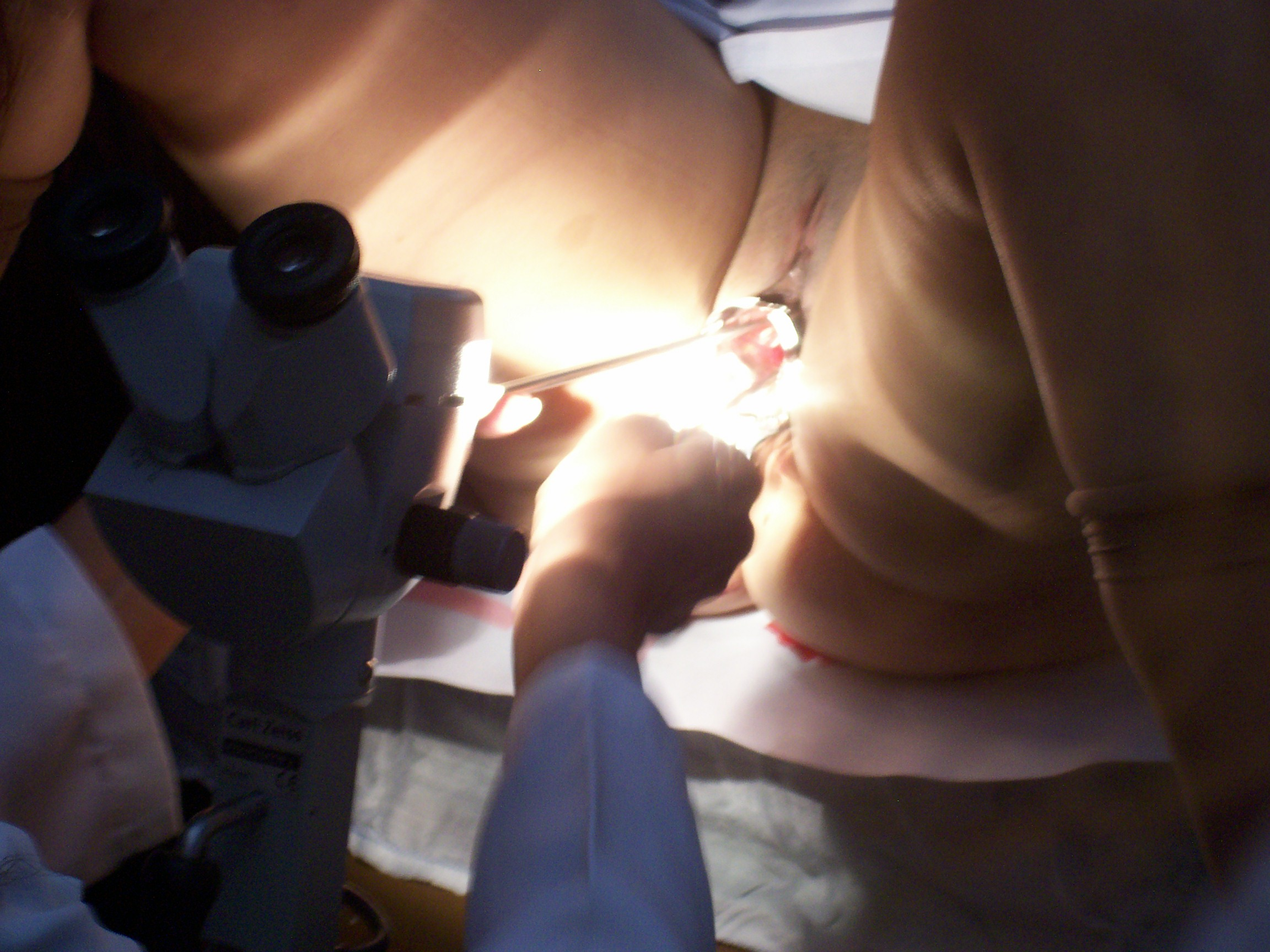
Esame obiettivo ginecologico Esame interno con speculum: è inoltre presente un colposcopio.
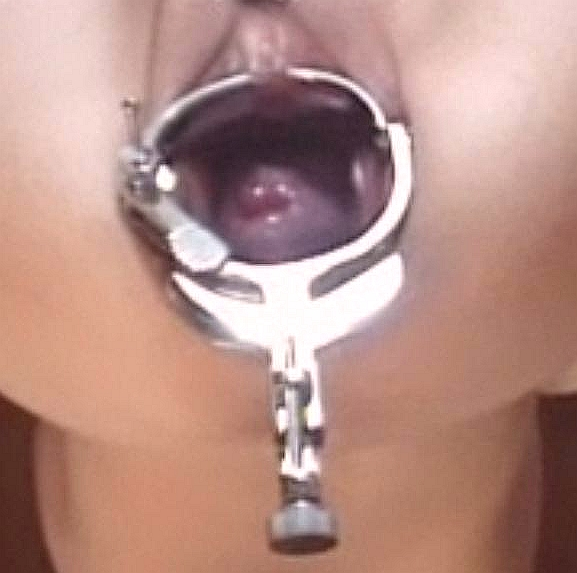
Esame obiettivo ginecologico Esame interno con speculum di metallo: è ben visibile la cervice uterina.
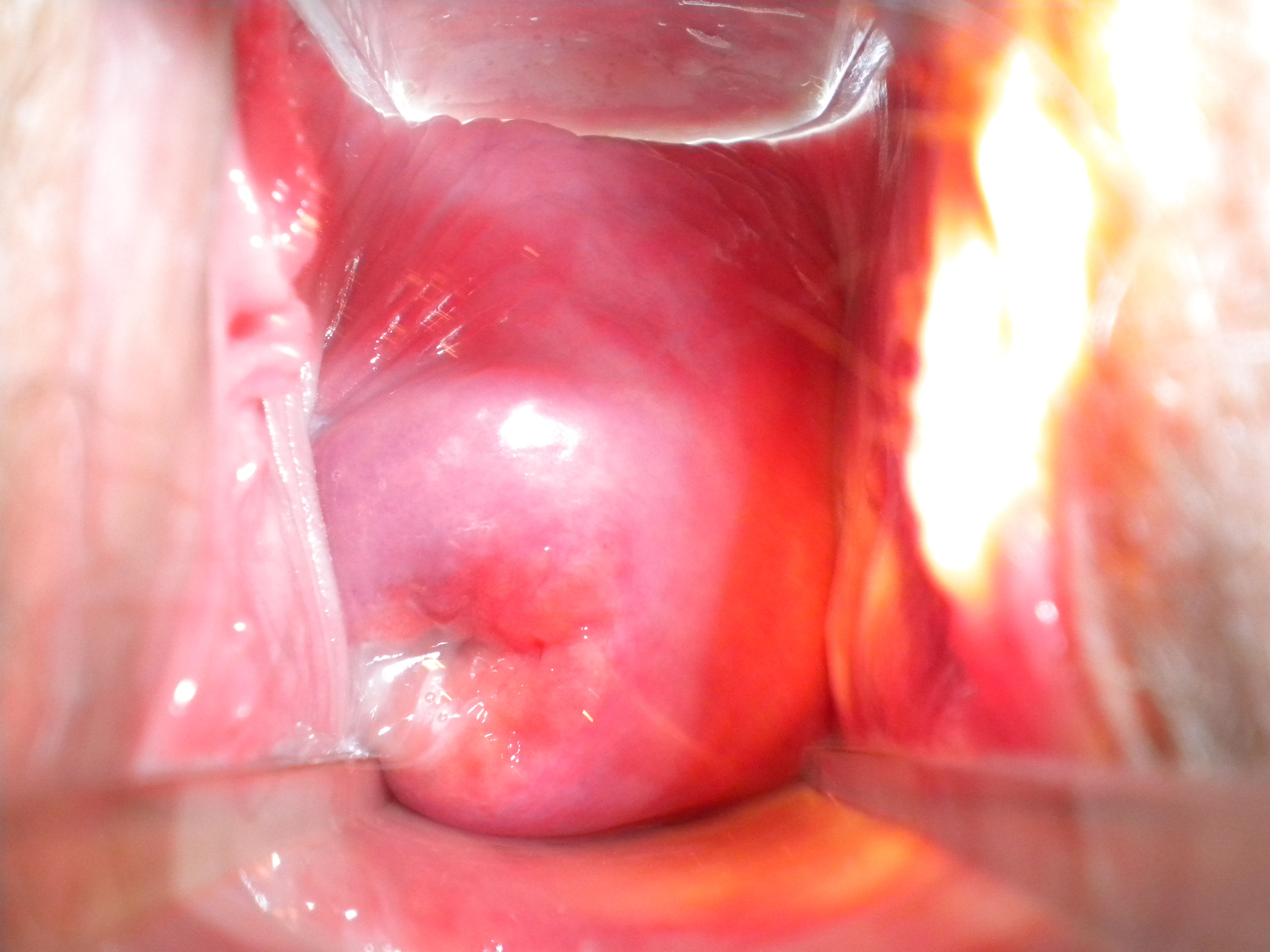
Esame obiettivo ginecologico Esame obiettivo ginecologico Esame interno con speculum di plastica: è ben visibile la cervice uterina. Non sono presenti processi patologici in atto. Modesta secrezione cervicale trasparente.
Esame obiettivo ginecologico Esame interno con speculum di plastica: la cervice appare congesta ed eritematosa. Presenza di abbondante secrezione bianco-lattescente, segno di infezione da Chlamydia trachomatis.